# Головпоштамт (Рівне)

## Історія
Технічний розвиток пошти і телекомунікації у міжвоєнний період зумовив потребу у багатофункціональних будівлях зв'язку — поштово-комунікаційних урядах, які надавали клієнтам послуги пересилки кореспонденції, телеграфу, телефону.

## Архітектура
У 1929 році для розробки проєктів таких будинків при будівельному управлінні Міністерства пошти і телеграфу Другої Речі Посполитої був створений проєктний відділ, яким керував архітектор Юліан Путтерман-Садловський.
Рівненський поштамт був збудований у 1935 р. (арх. Я. Найманн та Ю. Путтерман-Садловський). Являє собою яскравий зразок архітектури конструктивізму. Лаконічна горизонтальна брила, яка була поштукатурена цементним розчином, складається з двох частин: перший поверх потрактований як високий цоколь; нависаючі другий та третій поверхи підтримуються рядом циліндричних стовпів.
Ядром композиції плану є прямокутний операційний зал зі світловим ліхтарем на металевому каркасі, стіни якого підтримуються стрункими циліндричними стовпами. Інтер'єри продовжують тему технологічності: прозорі скляні перегородки, стрічкові вікна по периметру залу обрамлені металевими рамами. Бар'єр і стійки для обслуговування відвідувачів, столи, як і стовпи та підлога, оздоблені у техніці терраццо (мозаїчний бетон). Аналогічну систему оформлення інтер'єру та освітлення (світловим ліхтарем) мало приміщення телеграфу та телетайпу у північній частині корпусу поштамту. Свого часу поштамт у Рівному вважався однією з найкращих будівель свого призначення у Другій Речі Посполитій.
Автентичність інтер'єрів операційного залу частково втрачена внаслідок реконструкції у 2010-х роках.

## Галерея

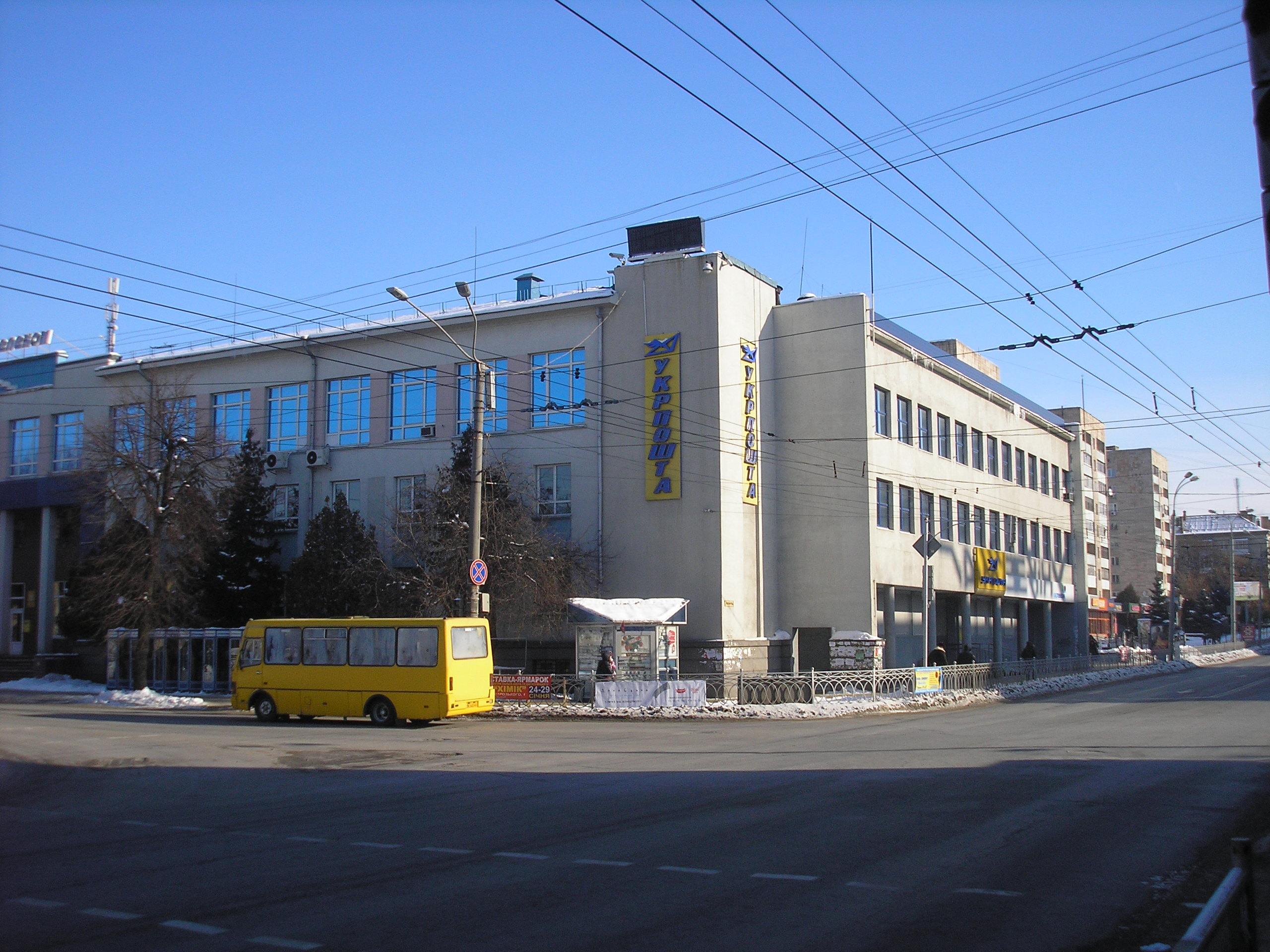
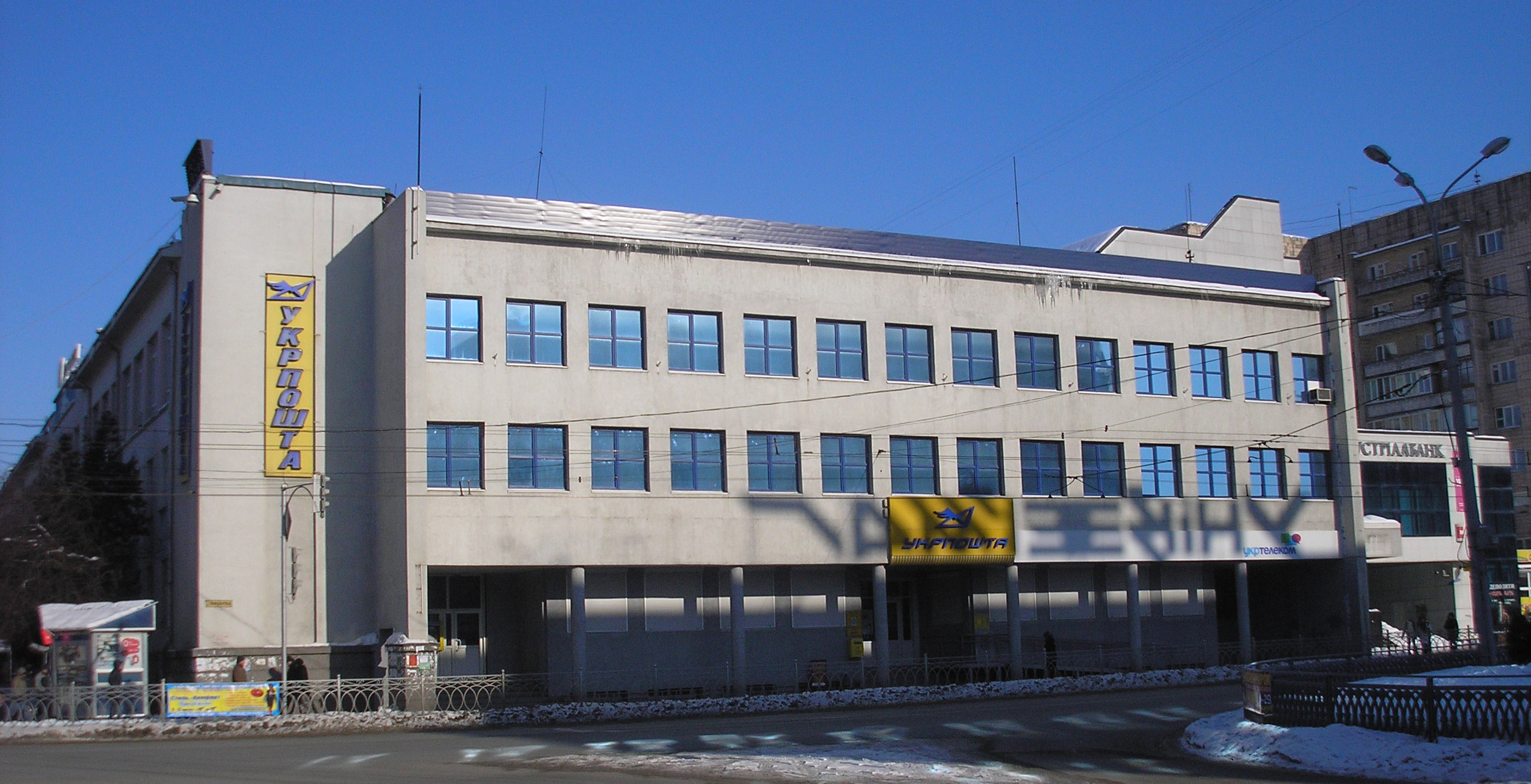